# Остерија дела Фонтана (Фрозиноне)
Остерија дела Фонтана је насеље у Италији у округу Фрозиноне, региону Лацио.
Према процени из 2011. у насељу је живело 520 становника. Насеље се налази на надморској висини од 232 м.